# Финале УЕФА Лиге шампиона 2017.
Финале УЕФА Лиге шампиона 2017. је било 62. финале овог европског такмичења по редоследу, а 25. од када се такмичење игра у овом формату. Одиграно је на Миленијуму у Кардифу, Велс, 3. јуна 2017. У њему је Јувентус играо против браниоца титуле Реал Мадрида, што је био њихов други међусобни сусрет у европским финалима, након финала Лиге шампиона 1998. Ово је било прво финале које се одиграло на стадиону на коме је кров био затворен. Реал Мадрид је освојио своју 12. титулу након што је победио са 4:1, и тако је постао прва екипа која је одбранила Лигу шампиона у овом формату такмичења, и први након Милана који је то урадио у Финале КЕШ 1990. Јувентус је изгубио своје пето финале заредом од укупно 7 пораза у 9 финала, и тиме је повећао свој негативан рекорд као екипа која је највише пута изгубила финале најјачег европског такмичења.

## Утакмица

### Детаљи
| Јувентус     | 1–4      | Реал Мадрид                                    |
| ------------ | -------- | ---------------------------------------------- |
| Манџукић 27’ | Извештај | - Роналдо 20, 64’ - Касемиро 61’ - Асенсио 90’ |

| Јувентус | Реал Мадрид |

| GK                  | 1  | Ђанлуиђи Буфон (c) |         |     |
| CB                  | 15 | Андреа Барзаљи     |         | 66’ |
| CB                  | 19 | Леонардо Бонући    |         |     |
| CB                  | 3  | Ђорђо Кјелини      |         |     |
| RM                  | 23 | Дани Алвеш         |         |     |
| CM                  | 5  | Миралем Пјанић     | 66’     | 71’ |
| CM                  | 6  | Сами Кедира        |         |     |
| LM                  | 12 | Алекс Сандро       | 70’     |     |
| AM                  | 21 | Пауло Дибала       | 12’     | 78’ |
| CF                  | 9  | Гонзало Игуаин     |         |     |
| CF                  | 17 | Марио Манџукић     |         |     |
| Измене:             |    |                    |         |     |
| GK                  | 25 | Нето               |         |     |
| DF                  | 4  | Меди Бенатија      |         |     |
| DF                  | 26 | Штефан Лихтштајнер |         |     |
| MF                  | 7  | Хуан Куадрадо      | 72’ 84’ | 66’ |
| MF                  | 8  | Клаудио Маркизио   |         | 71’ |
| MF                  | 18 | Марио Лемина       |         | 78’ |
| MF                  | 22 | Квадво Асамоа      |         |     |
| Тренер:             |    |                    |         |     |
| Масимилијано Алегри |    |                    |         |     |

| GK            | 1  | Кејлор Навас       |       |     |
| RB            | 2  | Данијел Карвахал   | 42’   |     |
| CB            | 4  | Серхио Рамос (c)   | 31’   |     |
| CB            | 5  | Рафаел Варан       |       |     |
| LB            | 12 | Марсело            |       |     |
| DM            | 14 | Касемиро           |       |     |
| CM            | 8  | Тони Крос          | 53’   | 89’ |
| CM            | 19 | Лука Модрић        |       |     |
| RF            | 22 | Иско               |       | 82’ |
| CF            | 9  | Карим Бензема      |       | 77’ |
| LF            | 7  | Кристијано Роналдо |       |     |
| Substitutes:  |    |                    |       |     |
| GK            | 13 | Кико Касиља        |       |     |
| DF            | 6  | Начо               |       |     |
| DF            | 23 | Данило             |       |     |
| MF            | 16 | Матео Ковачић      |       |     |
| MF            | 20 | Марко Асенсио      | 90+1’ | 82’ |
| FW            | 11 | Герет Бејл         |       | 77’ |
| FW            | 21 | Алваро Мората      |       | 89’ |
| Тренер:       |    |                    |       |     |
| Зинедин Зидан |    |                    |       |     |

| Играч утакмице: Кристијано Роналдо (Real Madrid) Помоћне судије: Марк Борш (ФС Немачке) Штефан Луп (ФС Немачке) Четврти судија: Милорад Мажић (ФС Србије) Додатне помоћне судије: Бастијан Данкерт (ФС Немачке) Марко Фриц (ФС Немачке) Резервни помоћни судија: Рафаел Фолтин (ФС Немачке) | Правила утакмице - 90 минута регуларног тока. - 30 продужетака ако је неопходно - Ако је резултат након продужетака нерешен, следи извођење пенала - По седам резервних играча, од којих по три могу да се употребе |